# エチルベンゼン
エチルベンゼン (Ethylbenzene) は、炭化水素。フェニルエタン (phenylethane)、エチルベンゾール (ethylbenzol) とも呼ばれる。ベンゼン環上の1つの水素をエチル基で置換した構造を持つ。分子量 106.16、融点 −95 ℃、沸点 136 ℃。常温では無色透明の液体で、水にはほとんどとけない。

## 性質と反応
コールタール中にも存在し、接触改質の副産物としても生成するが、キシレンの異性体であり、沸点の近接した p-キシレンとの分留には多段の蒸留塔が必要である。また、複数の副原料を要したり有害物質を含んだ廃水が生じるといった課題から、1990年代以降はエチルベンゼンのほとんどはベンゼンとエチレンと酸触媒担体（MWW型ゼオライト）を利用したフリーデル・クラフツ反応によるアルキル化で製造されている。
{\displaystyle {\ce {C6H6 + C2H4 -> C6H5CH2CH3}}}
かつては酸触媒としてルイス酸である塩化アルミニウム (AlCl3)、三フッ化ホウ素 (BF3) 等が利用されたり（液相法）、リン酸 (H3PO4) が担体に保持されたものが利用されていた（気相法）。
工業的に生産されたエチルベンゼンのほとんどは脱水素化されてスチレンとされ、ポリスチレンを始めとした種々の合成樹脂原料として利用される。
{\displaystyle {\ce {C6H5CH2CH3 <=> C6H5CH=CH2 + H2}}}
また、過マンガン酸カリウムなどによって側鎖を酸化すると安息香酸を生じる。

## 安全性
消防法に定める第4類危険物 第2石油類に該当する。
労働安全衛生法の特別有機溶剤等に指定されている。